# Xã Union, Quận Barton, Kansas
Xã Union (tiếng Anh: Union Township) là một xã thuộc quận Barton, tiểu bang Kansas, Hoa Kỳ. Năm 2010, dân số của xã này là 101 người.